# 合肥渡江战役纪念馆
渡江战役纪念馆，位于中国安徽省合肥市包河区北京路与环湖北路交叉口附近，巢湖北岸。
1949年4月，中国人民解放军发起渡江战役，并以解放军方获得胜利而结束。该建筑即以纪念该次战役而建。
渡江战役纪念馆建筑群由北至南依次为解放广场、纪念馆、总前委群像、胜利广场、胜利塔。纪念馆主体建筑总长107米，总宽39米，总高44米，以49°角向前倾斜。胜利塔高99米，空中俯瞰呈五角星形。

## 历史

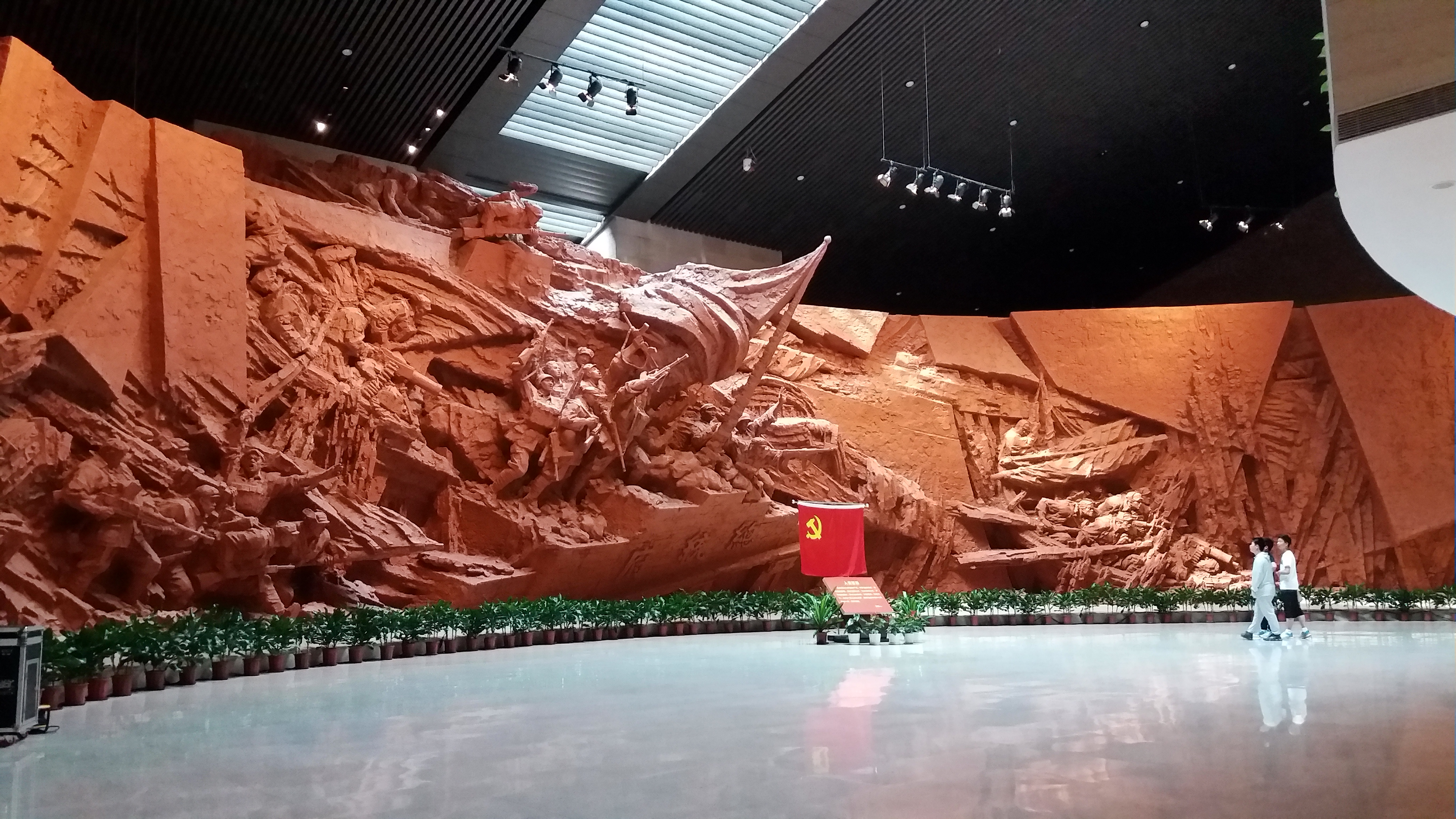
渡江战役纪念馆大厅璧雕

合肥渡江战役纪念馆原计划在肥东县撮镇镇瑶岗渡江战役总前委旧址兴建，后改在滨湖新区巢湖北岸31°42′44″N 117°19′28″E / 31.7123°N 117.32445°E兴建，规划用地22万平方米。2009年10月26日，渡江战役纪念馆正式动工。2010年1月24日，纪念馆工程主体结构封顶。2012年11月28日，纪念馆正式开馆,并向公众免费开放。